# Randolph Alles
Randolph D. "Tex" Alles (sinh năm 1954) là Giám đốc thứ 25 của Cơ quan Mật vụ Hoa Kỳ.  Trước đây ông từng là phó ủy viên diễn xuất của Cơ quan Hải quan và Bảo vệ Biên giới Hoa Kỳ, cũng như trong Thủy quân Lục chiến Hoa Kỳ, trong đó ông đạt cấp bậc thiếu tướng.

## Học vấn
Alles tốt nghiệp Đại học Texas A & M năm 1976 và trở thành phi công hải quân trong Thủy quân lục chiến. Sau đó, ông lấy được bằng thạc sĩ tại Trường Đại học Chiến tranh Hải quân năm 1999.

## Sự nghiệp
Alles giữ các vị trí trong cả Thủy quân lục chiến và các chỉ huy chiến đấu chung.  Ông là cựu chiến binh của Chiến dịch Tự do Iraq, chỉ huy Nhóm máy bay Marine 11 và Phi đội máy bay hàng hải thứ ba. Ông nghỉ hưu với quân hàm thiếu tướng.
Alles đã nghỉ hưu từ Thủy quân lục chiến năm 2011, sau 35 năm phục vụ quân đội, và gia nhập Hải quan và Bảo vệ Biên giới Hoa Kỳ vào năm sau.  Trong thời gian làm việc với CBP, ông giữ chức Phó trợ lý điều hành phụ trách các hoạt động hàng không và hàng hải (AMO) cho đến khi ông được bổ nhiệm làm Trợ lý điều hành cho AMO vào đầu năm 2013 cho đến khi được bổ nhiệm làm Quyền trợ lý điều hành của CBP vào tháng 10 năm 2016. cuối cùng được bổ nhiệm làm Phó ủy viên của CBP vào tháng 1 năm 2017.
Alles đã nghỉ hưu từ Thủy quân lục chiến năm 2011, sau 35 năm phục vụ quân đội, và gia nhập Hải quan và Bảo vệ Biên giới Hoa Kỳ vào năm sau. Trong thời gian làm việc với CBP, ông giữ chức Phó Trợ lý Điều hành của Ủy ban Điều hành Hàng không và Hàng hải (AMO) cho đến khi ông được bổ nhiệm làm Trợ lý Điều hành cho AMO vào đầu năm 2013 cho đến khi được bổ nhiệm làm Quyền Trợ lý Điều hành của Dịch vụ Doanh nghiệp của CBP vào tháng 10 năm 2016 trước đó cuối cùng được bổ nhiệm làm Phó ủy viên của CBP vào tháng 1 năm 2017.
Vào ngày 25 tháng 4 năm 2017, Tổng thống Donald Trump đã bổ nhiệm Alles làm Giám đốc Cơ quan Mật vụ Hoa Kỳ. Vào ngày 8 tháng 4 năm 2019, CNN đã báo cáo rằng Trump đang chuẩn bị cách chức. Cuối ngày hôm đó, Nhà Trắng xác nhận Alles sẽ rời đi vào cuối tháng Tư. Trump đã trở nên bất mãn với Tex, và gọi ông là Dumbo.